# Industriearbeiter aufs Land

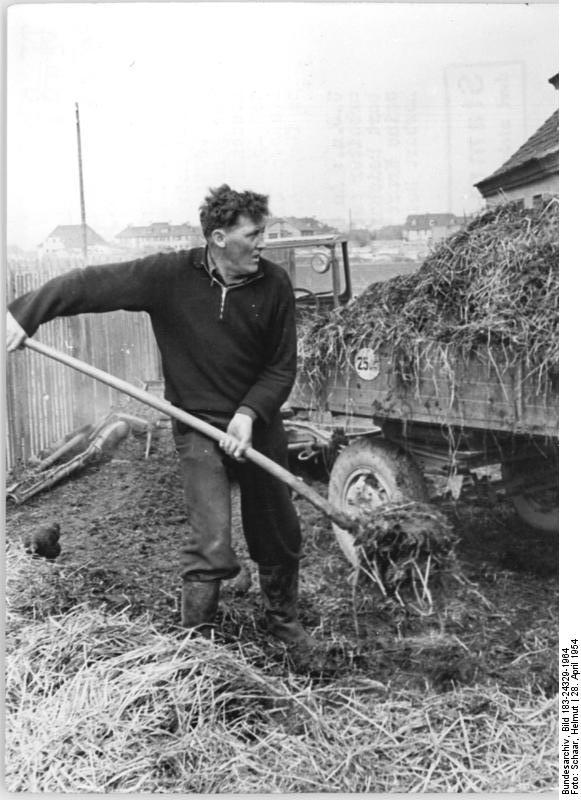
Neubauer bei der Arbeit, 1954

Industriearbeiter aufs Land war eine Propaganda-Losung der SED zur Ankurbelung der genossenschaftlichen Produktionsweise auf dem Gebiet der Landwirtschaft.

## Anfänge
Im Juli 1952 auf ihrer 2. Parteikonferenz hatte die SED die Umgestaltung der privat betriebenen Landwirtschaft in eine genossenschaftliche Agrarproduktion beschlossen. Die Anfänge für Genossenschaften, die noch auf freiwilliger Grundlage beruhten, entwickelten sich zaghaft und territorial unterschiedlich.
Um die anfänglich stockende Bildung von Genossenschaften weiter voranzutreiben, sannen die Agrarpolitiker nach geeigneten Methoden, um schneller zu messbaren Erfolgen zu gelangen. Die Kampagne „Industriearbeiter aufs Land“ wurde vom Zentralkomitee der SED auf seiner 21. Tagung im November 1954 beschlossen. Der Beschluss sah vor, fachlich qualifizierte und politisch hinter der sozialistischen Partei stehende Industriearbeiter zur Hilfe beim Aufbau des Sozialismus auf dem Lande in die Dörfer zu entsenden. Bereits im Jahr zuvor, im April 1953, war dieser Beschluss vom Sekretariat des ZK vorbereitet worden.

## Beispiel Magdeburg
In einer Dissertation von Wolfgang Mahlich hatte dieser den Beginn und den weiteren Ablauf dieser Aktion im Bezirk Magdeburg untersucht. Bis zum Ende des Ersten Fünfjahrplans 1955 gingen nur wenige Industriearbeiter aufs Land. Im ganzen Kreis Haldensleben ruhte in diesem Zeitraum sogar jede Werbung dafür. Erst im Januar 1955 unternahm die Partei ernsthafte Schritte, um die bisher schleppende Umsetzung ihres Vorhabens zu beschleunigen. Dazu wurde eine Kommission aus acht Parteimitgliedern gebildet, um die Anwerbung von Industriearbeitern zu verbessern. Diese wurden aus Betrieben des Magdeburger Schwermaschinenbaus gewonnen: aus dem Karl-Marx-Werk und dem Georgi-Dimitroff-Werk. So konnten innerhalb kurzer Zeit 28 Facharbeiter dafür gewonnen werden, die Bildung von Landwirtschaftlichen Produktionsgenossenschaften in Gang zu setzen. Bis zum Februar 1955 warb die Kommission 125 Industriearbeiter an, davon 81 für eine Tätigkeit in der LPG. Für ihre Werbekampagnen nutzte sie u. a. Presse und  Stadtfunk. In den nächsten Monaten trat jedoch eine Stagnation in der Werbung von Industriearbeitern ein. Die Verantwortung dafür sah die Werbekommission des Kreises in der starren Haltung von Kader- und Werkleitungen Magdeburger Großbetriebe, in deren Interesse es offensichtlich nicht liegen konnte, qualifizierte Arbeiter abzugeben.
Daraufhin verlegte die Kommission den Schwerpunkt ihrer Werbung in die Betriebe der Kreisstadt. Weiterhin lud sie Industriearbeiter aus dem Kreis Haldensleben zu Festveranstaltungen und Gemeindevertretersitzungen in die Dörfer ein, um sie vorrangig für die Arbeit in der LPG zu werben. Allerdings nahmen nur wenige eine Tätigkeit in einer Genossenschaft auf.
Zu den Aktivitäten des Sekretariats gehörte weiterhin, in Magdeburg tätigen Industriearbeitern aus dem Kreis Haldensleben den Einsatz auf dem Lande als eine Alternative zu ihrer bisherigen Tätigkeit anzubieten. Bis zum Spätherbst des Jahres 1955 entschlossen sich neben den anfangs genannten weitere 122 Arbeitskräfte aus der Industrie, in der Landwirtschaft zu arbeiten. Sechs davon nahmen sogar leitende Funktionen ein. Des Weiteren kamen 58 ehemalige Industriearbeiter im Pflanzenbau und 26 in der Tierproduktion zum Einsatz. 27 Personen arbeiteten wiederum als Handwerker und fünf verrichteten andere Arbeiten. Für den Bereich der MTS Flechtingen wurden 15 städtische Arbeiter eingesetzt. Sie übernahmen eine Funktion als Direktor der MTS, als sogenannter Politleiter bzw.  stellvertretender Politleiter, als Kulturobmann und zwei von ihnen als Landwirtschafts-Instrukteure. Neun Facharbeiter verstärkten den Kader der MTS als Traktoristen.
Im November 1958 erließ der Ministerrat der DDR eine Anordnung zur Durchführung der Aktion „Industriearbeiter aufs Land“, die im Gesetzblatt der Deutschen Demokratischen Republik I 1958 (Nr. 68, S. 845–847) veröffentlicht wurde.
Mit dem Übergang zur vollgenossenschaftlichen Produktion auf dem Land zu Beginn der 1960er Jahre war die Funktion der Kampagne erfüllt.